# アブドゥル・カディール・カーン
アブドゥル・カディール・カーン（ウルドゥー語: عبدالقدیر خان、Abdul Qadeer Khan、1936年4月1日 - 2021年10月10日）は、パキスタンの技術者である。「カディール」は、Quadeer、Qadir、Gadeer など数通りの英語表記がある。
1970年代以降、核技術の地下ネットワーク（核闇市場）の構築に力を注ぎ、1998年にはパキスタンの原爆実験を成功させたことから、パキスタンの「核開発の父」と呼ばれる。イラン・リビア・北朝鮮などに核兵器の製造技術を密売し、核拡散を進めた。カーンが構築した地下核ネットワークの全貌は明らかでなく、パキスタン政府の関与が疑われるが、パキスタン政府は関与を否定している。

## 略歴
1936年、イギリス統治下のインド中部の都市ボーパールで生まれる。1952年、独立したパキスタンに移住する。大学では金属工学を学び、卒業後はヨーロッパに渡り、1970年オランダのウラン濃縮機器を製造するウレンコ（Urenco）社に就職する。ここで濃縮技術を身に付け、また濃縮機器の部品を発注できる世界中の拠点リストを作った。
1976年、パキスタンに帰国して核開発の責任者となり、1998年、核実験に成功する。2004年2月4日、パキスタンのテレビ局PTVの番組に出演し、国際的な地下核ネットワークの構築に関与したことを認めた。その翌日、パルヴェーズ・ムシャラフ大統領の恩赦を受けたが、それ以降自宅に軟禁される。2006年、カラーチーの病院で前立腺癌の手術を受け、成功する。パキスタンのイスラマバード高裁（Islamabad High Court）は2009年2月6日、「核開発の父」として知られる博士の自宅軟禁を解除する決定を下した。軟禁解除に伴い、カーン博士は自宅で報道陣の取材に応じ、「軟禁が解かれたのは、アースィフ・アリー・ザルダーリー大統領、ユースフ・ラザー・ギーラーニー首相、そして本件の再考を首相に進言してくれたラフマーン・マーリク内相のお陰だ」と述べ、3人への謝意を示した。
2021年8月には新型コロナウイルスに感染していた。同年10月10日、イスラマバードの病院にて死去したとパキスタン国営放送が発表した。

## カーンと日本
カーン博士は核兵器の設計図（リビアでの査察でも確認されている）と遠心分離機やウランを提供したと触れているパキスタンの最大の友好国である中華人民共和国だけでなく、日本との関係についても積極的に発言しており、「1984年に日本を訪れ、いくつか重要な部品を注文した」と共同通信に対して証言、核製造に必要な部品を日本企業から入手していたことを告白した。1977年にも訪日し、核兵器原料の高濃縮ウランを製造する濃縮施設向けの電力供給装置を購入したとも語り、カーン博士が日本で核開発用の部品や設備を調達していたことが判明している。パキスタンは1985年までに高濃縮ウランなどの製造に成功、核実験ができる状態になったとされる。博士は「重要な部品」が具体的に何かは明かさなかったが、核開発技術確立の最終段階で日本の企業が支援していた疑いが存在している。
証言によると、博士は1977年の訪日時に、過去に米国や欧州の企業から販売を断られた無停電電源装置(UPS)を日本企業から調達した。停電時に8メガワットの出力を誇るUPSは、切れ目なく一定の電力供給を受ける必要がある濃縮施設向けだった。博士はこの企業から、原子力施設で稼働中のUPSの見学にも誘われたと指摘し「（企業側はパキスタンが）核開発に使うことに気付いていたと思う」と日本企業が核保有支援の実態をほのめかすような発言を行い、1984年には「複数の日本の大企業」を訪問し、核開発に必要な部品を入手した。うち1社の担当者は、第2次大戦中にドイツに駐在していた元海軍武官で、ドイツ語を流ちょうに話したという。
また、核開発の原材料の一つである特殊磁石など核開発に必要な資機材が複数の日本企業から大量に輸出されていたことを証言しており、取引に携わった日本側関係者も、80年代に少なくとも6000個もの特殊磁石を輸出したと明言。日本の一流メーカーが、パキスタンの核開発に結果的に協力し、資機材供給体制に組み込まれていた実態が初めて判明しており、特殊磁石は「リングマグネット」と呼ばれ、原爆原料の高濃縮ウランを生産する遠心分離機の回転部分を支える部品として使われる。核関連研究に使用可能な電子顕微鏡も他のトップメーカーが輸出しており、博士は「日本は非常に重要な輸入元だった」と強調した。